# Comuna Juravlînka, Holovanivsk
Juravlînka (în ucraineană Журавлинка) este o comună în raionul Holovanivsk, regiunea Kirovohrad, Ucraina, formată din satele Juravlînka (reședința) și Țvitkove.

## Demografie
Componența lingvistică a comunei Juravlînka
     Ucraineană (96,04%)
     Rusă (2,05%)
     Română (1,91%)
Conform recensământului din 2001, majoritatea populației comunei Juravlînka era vorbitoare de ucraineană (96,04%), existând în minoritate și vorbitori de rusă (2,05%) și română (1,91%).